# Monumento a la cordialidad argentino - uruguaya
El Monumento a la cordialidad argentino - uruguaya es un obsequio que Uruguay, país en donde se lo realizó, le hizo a la ciudad de Buenos Aires con motivo de celebrarse los cuatrocientos años de su primera fundación por Pedro de Mendoza. Fue realizado por dos artistas de ese país:  Antonio Pena y Julio Vilamajó. 
Actualmente se halla situado en el Parque Lezama de esa ciudad.

## Historia
Fue donado en 1936 por Uruguay con motivo de los cuatrocientos años de la primera fundación de Buenos Aires. El bronce con que fue realizado se obtuvo a partir del desguace de un viejo crucero y del fundido de monedas de 10 centavos donadas por escuelas de Montevideo.
Fue inaugurado en 1942 en el Parque Colón Sur, actual Plaza Agustín P. Justo, en la ciudad de Buenos Aires, Argentina; pero por remodelaciones viales se lo trasladó el 17 de julio de 1962 a su actual emplazamiento en el Parque Lezama de esa misma ciudad, cerca de la esquina de la avenida Martín García con la calle Irala.

## Descripción
El monumento, realizado en bronce, representa un navío que simboliza la unión de los pueblos de la Argentina y Uruguay. Cuenta en su centro con una llamativa columna de  15 m de altura y 4 m de diámetro. En su superficie se observan dibujados la ubicación de las constelaciones el día de la primera fundación de Buenos Aires, así como conquistadores, aborígenes y los ríos Paraná y Uruguay.
En la parte delantera del monumento una figura femenina representa a "La ofrenda" que en su mano izquierda sostiene el Escudo de la Ciudad de Montevideo. La mujer se halla sobre la proa de la nave. 
Detrás de la columna hay un alero que techa un espejo de agua. Este último se halla ornamentado inferiormente con objetos cónicos que representan gotas de agua y por gárgolas, hipocampos, pulpos, ballenas y demás iconografía acuática. El borde del espejo de agua está construido con un zócalo de granito gris.
El monumento no fue del gusto del gran escritor argentino Ernesto Sabato, quien lo catalogó como "...especie de proyectil a Marte, enigmática combinación de obús o de antiaéreo, chasis de camión, chatarra y navío cósmico."